# Джанвіслу
Джанвіслу (перс. جانويسلو‎‎) — село в Ірані, входить до складу дехестану Барандуз у Центральному бахші шахрестану Урмія провінції Західний Азербайджан.